# Аналитическая механика (книга Лагранжа)
Аналитическая механика (фр. Mécanique analytique) — работа Жозефа Луи Лагранжа, опубликованная в Париже в 1788 году, в которой он подвёл итог всему, что было сделано в механике на протяжении XVIII века.

## О работе
В работе «Аналитическая механика» Лагранж полностью отказался от геометрической трактовки в механике. Теорию о равновесии и движении он свёл к некоторым общим уравнениям.
В основу статики Лагранжем был положен принцип возможных перемещений, а в основу динамики — сочетание принципа возможных перемещений с принципом Д’Аламбера. При этом также им были введены обобщённые координаты, а уравнения движения переписаны в новой форме (уравнения Лагранжа).
В этой работе Лагранж описал открытие второго случая разрешимости задачи о вращении твёрдого тела вокруг неподвижной точки (случай Лагранжа). Развитие принципа наименьшего действия было сделано им с распространением его на случай произвольной системы точек, связанных между собой и действующих друг на друга произвольным образом. Проблема колебания струны в «Аналитическая механике» получила общее решение. Именно в этой работе Лагранж исследовал колебания двухмерных упругих тел, построив теорию так называемых длинных волн.